# Edith González
Edith González (ur. 10 grudnia 1964 w Monterrey, Nuevo León, zm. 13 czerwca 2019 w Meksyku) – meksykańska aktorka.
Miała córkę Constanzę (ur. 17 sierpnia 2004) z politykiem Santiago Creelem. Od 2010 roku była żoną Lorenza Lazo.
Zmarła na raka jajnika, z którym zmagała się od 2016.

## Filmografia
- Tres Familias (2017) Katy
- Przeznaczenie Evy (2016) Eva
- Las Bravo (2014)
- Vivir A Diestiempo (2013)
- Cielo Rojo (2011) Alma Durán
- Camaleones (2009/2010) Francisca Campos de León
- Mujeres Asesinas 2 (2009) Clara, Fantasiosa
- Doña Bárbara (2008) Barbara Guaimarán
- Palabra de mujer (2007)
- Mundo de fieras (2006) Joselyn Cervantez-Bravo
- Bailando por un sueño (2005)
- Serce z kamienia (Mujer de madera, 2004) Marisa Santibáñez Villalpando
- Señorita Justice (2004)
- Salomé (2001) Fernanda 'Salome' Quiñonez
- Nigdy cię nie zapomnę (Nunca te olvidaré, 1999) Esperanza Gamboa Martel
- Las noches de aventurera (1998, 2004-2005)
- Złota klatka (La jaula de oro, 1997) Oriana Valtierra / Carolina Valtierra / Renata Duarte
- La sombra del otro (1996) Lorna Madrigal
- Salón México (1996)
- Senda de Gloria
- Los cómplices del infierno (1994) Sandra
- Corazón Salvaje (1993)
- El descuartizador (1991)
- El jugador (1991)
- En carne propia (1990) Estefanía Muriel/Natalia de Jesús Ortega
- Atrapados (1990)
- Sentencia de muerte (1990)
- Trampa infernal (1989)
- Flor y Canela (1988)
- Central camionera (1988)
- Rosa salvaje (1987)
- Hello Kitty's Furry Tale Theatre (1987)
- Monte Calvario (1986)
- Sí, mi amor (1984)
- Adiós Lagunilla (1984)
- Bianca Vidal (1983)
- La Fiera (1983)
- Chispita (1982)
- El hogar que yo robé (1981)
- Soledad (1980)
- Ambición (1980)
- Fabricantes de pánico (1980)
- Guyana, el crimen del siglo (1980)
- Los ricos también lloran (1979)
- Cyclone (1977)
- El rey de los gorilas (1976)
- Alucarda, la hija de las tinieblas (1975)
- Lo imperdonable (1975)
- Los miserables (1973)
- Mi primer amor (1973)
- Lucía Sombra (1971)
- El amor tiene cara de mujer (1971)
- Cosa juzgada (1970)